# Anisopodus scriptipennis
Anisopodus scriptipennis es una especie de escarabajo longicornio del género Anisopodus, tribu Acanthocinini, subfamilia Lamiinae. Fue descrita científicamente por Bates en 1872.

## Descripción
Mide 6,6-10,5 milímetros de longitud.

## Distribución
Se distribuye por Costa Rica, Guatemala, Colombia, Honduras, México, Nicaragua y Panamá.